# Schleuse Wolfsbruch
Die Schleuse Wolfsbruch ist eine Bootsschleuse im Hüttenkanal im Rheinsberger Seengebiet. Sie liegt in Kleinzerlang, einem Ortsteil von Rheinsberg im Norden Brandenburgs. Mit zirka 35.000 Passagen pro Saison gehört sie zu den meist frequentierten Sportbootschleusen Deutschlands.

## Allgemeines
Die Schleuse wurde von 1876 bis 1881 nach dem Finowmaß erbaut und 1968 durch einen Neubau in Spundwandbauweise ersetzt. Sie gleicht den Wasserstand zwischen dem Kleinen Pälitzsee und dem Großen Prebelowsee aus und hat eine durchschnittliche Fallhöhe von etwa einem halben Meter. Die Schleusenkammer ist 42,59 m lang, 5,27 m breit und wird mit Stemmtoren geschlossen. Wegen Wasserentnahmestreitigkeiten mit den „ausländischen“ Mecklenburgern wurde die Schleusenanlage nach der Eröffnung mit einem Vorratsbassin für Brandenburger Wasser und spezieller Schöpftechnik zum Befüllen des höher gelegenen Bassins ausgebaut.
Die 2013 gebaute Schleusenbrücke auf der Ostseite der Schleuse hat eine Lichte Höhe von 4,20 Meter, sie ersetzte eine Brücke aus dem 19. Jahrhundert.
Die Wartestellen für die Sportschifffahrt im Ober- und Unterwasser wurden von Oktober 2014 bis März 2015 umfassend saniert. 2018 wurde ein neues Schleusenwärterhäuschen fertiggestellt. Etwa einen halben Kilometer westlich der Schleuse wurde 1999 die Marina Wolfsbruch eröffnet. 
Die zur Selbstbedienungsschleuse umgebaute Anlage wird vom Wasserstraßen- und Schifffahrtsamt Oder-Havel unterhalten. Die Ausflugs- und Sportschifffahrt kann sie ganzjährig zu bestimmten Tageszeiten nutzen.